# 解海藻酸盐杆菌属
解海藻酸盐杆菌属（学名：Alginatibacterium）是交替单胞菌科下的一属。此属的物种都是革兰氏阴性、严格好氧的杆状细菌。此属的模式种是沉积物解海藻酸盐杆菌（Alginatibacterium sediminis）。

## 下属物种
本属包括以下物种：
- 沉积物解海藻酸盐杆菌 Alginatibacterium sediminis Wang et al. 2019